# King : De Montgomery à Memphis
Pour plus de détails, voir Fiche technique et Distribution.
King : De Montgomery à Memphis (King: A Filmed Record... Montgomery to Memphis) est un film documentaire américain réalisé par Sidney Lumet et Joseph L. Mankiewicz et sorti en 1970.
Il s'agit d'un film biographique sur Martin Luther King.

## Fiche technique

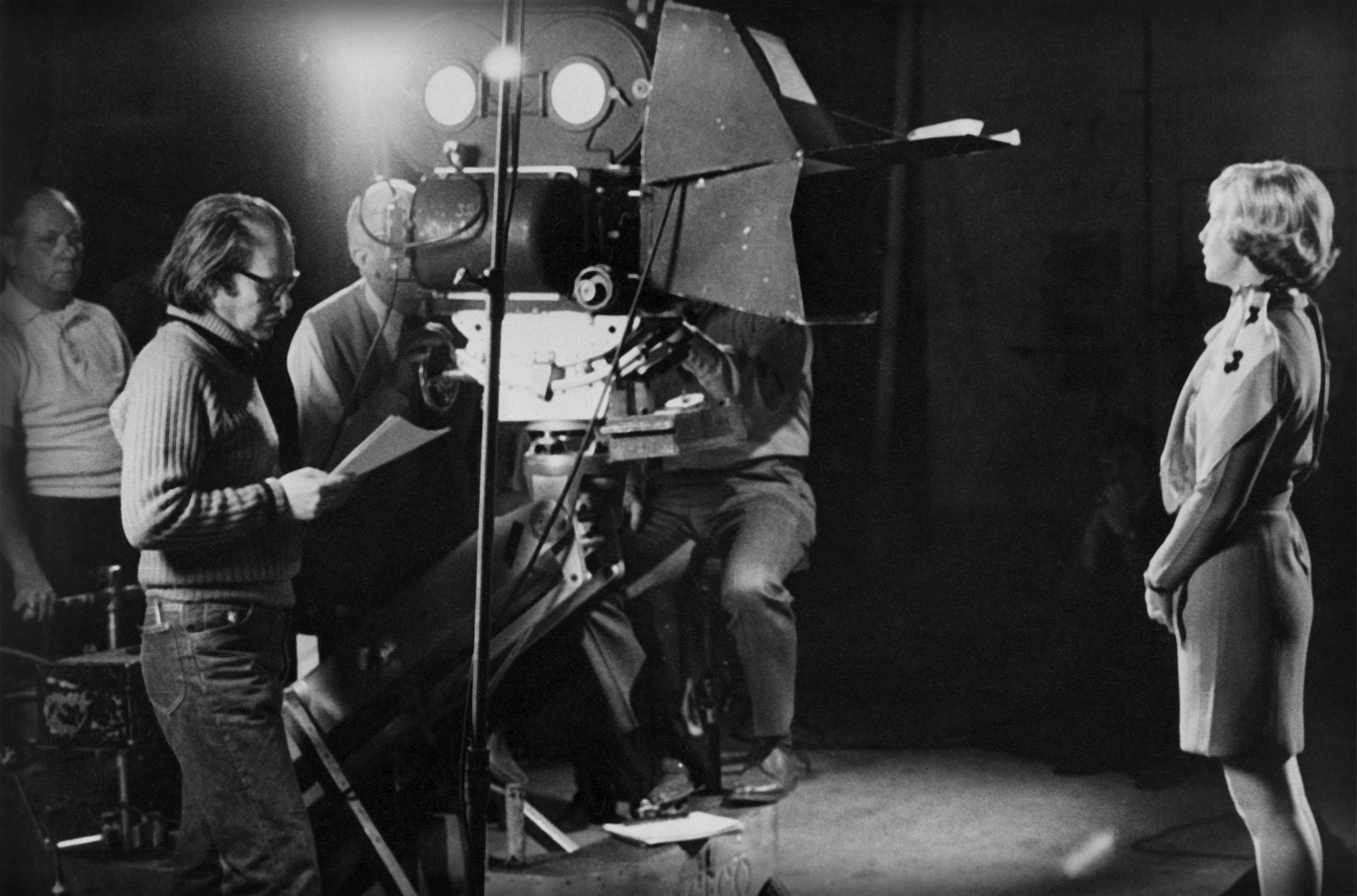
Photo de tournage du film.

- Titre français : King : De Montgomery à Memphis
- Titre original : King: A Filmed Record... Montgomery to Memphis
- Réalisation : Sidney Lumet
- Scénario : Mitchell Grayson et Ely Landau
- Production : Ely Landau, Richard J. Kaplan
- Pays de production : États-Unis
- Format : Couleurs - 35 mm - 1,85:1 - Dolby Digital
- Genre : documentaire biographique
- Date de sortie : 1970

## Distribution
- Paul Newman
- Joanne Woodward
- Ruby Dee
- James Earl Jones
- Clarence Williams III
- Burt Lancaster
- Ben Gazzara
- Charlton Heston
- Harry Belafonte
- Sidney Poitier
- Bill Cosby
- Diahann Carroll
- Walter Matthau
- Anthony Quinn

## Distinctions
- Nommé lors de la 43e cérémonie des Oscars